# Tureia
Tureia is een atol in de eilandengroep van de Tuamotuarchipel (Frans-Polynesië). Het atol is tevens een gemeente waartoe ook het atollen Vanavana, Tematangi, Fangataufa en Moruroa behoren. In 2017 woonden er op het atol 336 mensen.

## Geografie
Tureia ligt 57 km ten oosten van het atol Vanavana en 1150 km ten oosten van Tahiti. Het is ruitvormig, met een lengte van 15 km en een breedte van 8 km. Het landoppervlak bedraagt 8 km². Er is een lagune met oppervlakte van 47 km², zonder bevaarbare doorgang naar zee. 
Het atol ontstond rond de top van een vulkaan die 39,3 tot 39,9 miljoen jaar geleden 3405 meter van de zeebodem oprees. 

## Geschiedenis
De eerste Europeaan die melding van het eiland maakte was de Britse ontdekkingsreiziger Edward Edwards in 19 maart 1791. Rond 1850 werd het eiland Frans territorium; er woonden toen 110 mensen. Missionarissen stichtten in 1884 de parochie Notre-Dame-de-Paix , onderdeel van het bisdom Papeete.

## Economie

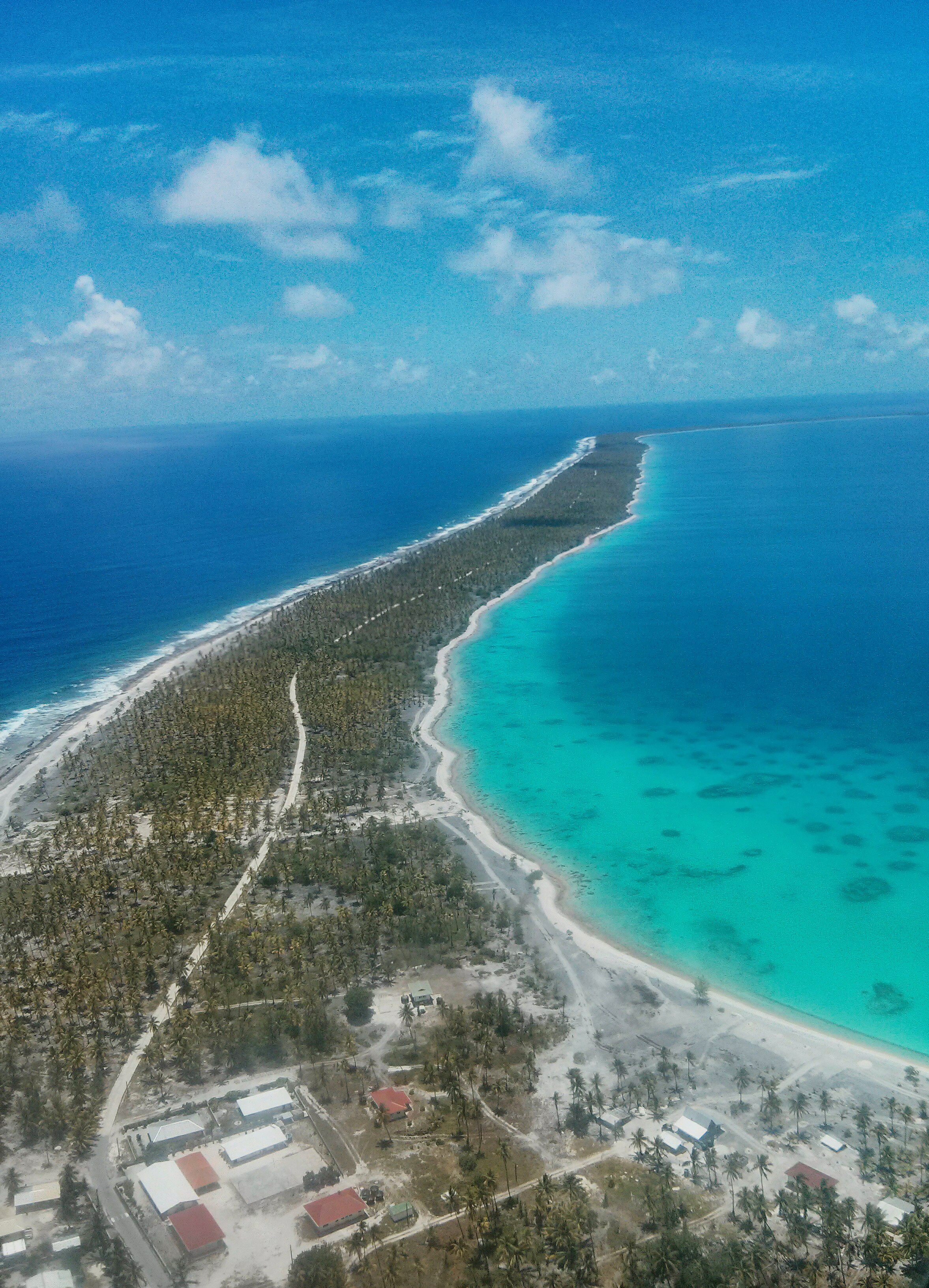
Weg over het atol richting oost, vanuit de nederzetting Hakamaru

Tussen 1966 en 1996 was er het Centre d'expérimentation du Pacifique (van de Franse krijgsmacht) en een meteorologisch instituut gevestigd. Hier werd onderzoek verricht met betrekking tot de kernproeven die 120 km zuidelijker werden uitgevoerd in die periode. De gebouwen werden na 1996 ontruimd. Bijna al het land dat daarvoor geschikt is, is beplant met kokospalmen. De hele oostkant staat vol met plantages die via een lange weg met elkaar verbonden zijn. Een patroon dat met Google Earth (2006) duidelijk zichtbaar is. De productie van kopra is kennelijk een belangrijke economische activiteit, naast toerisme.

## De gemeente Tureia
Deze gemeente omvat de volgende atollen:
- Tureia (8 km²)
- Vanavana (5 km², onbewoond)
- Tematangi (7,7 km²)
- Fangataufa (5 km², onbewoond, militair gebied)
- Moruroa (15 km², onbewoond, militair gebied)

In totaal zijn er 336 inwoners permanent gevestigd binnen de gemeente.

## Ecologie
Er komen 35 vogelsoorten voor waaronder zes soorten van de Rode Lijst van de IUCN waaronder de hendersonstormvogel (Pterodroma atrata) en endemische soorten zoals de tuamotujufferduif (Ptilinopus coralensis) en tuamotukarekiet (Acrocephalus atyphus).